# Matilde Huici
Pour la photographe française, voir Ariane Lopez-Huici.
Matilde Huici Navaz, née à Pampelune en 1890 et morte à Santiago du Chili en 1965 est une juriste, enseignante, avocate et pédagogue républicaine espagnole.

## Jeunesse et débuts de carrière
Née le 3 août 1890 à Pampelune, en Navarre, elle est diplômée en enseignement, à l'âge de 17 ans, de l'université de Bilbao. Elle poursuit des études de droit à l'Université Complutense de Madrid. Elle est l'une des premières femmes à entrer dans le Colegio de Abogados (en français : Collège des Avocats), avec Victoria Kent et Clara Campoamor.
Dans la capitale espagnole, elle participe, avec María de Maeztu, à la fondation de la Residencia de Señoritas (1915), institution universitaire féministe madrilène de premier plan.
En 1922, elle est nommée inspectrice à Santa Cruz de Tenerife, sur l'île de Tenerife, dans les Canaries.
En 1923, elle intègre le collège de Middlebury College, aux États-Unis, dans le Vermont. Elle revient en Espagne en 1925 en tant que membre de la Real Academia de la Jurisprudencia , tout en continuant à exercer en tant que professeure à la Residencia de Señoritas.

## Engagement féministe et humanitaire
En 1926, elle est membre fondatrice du Lyceum Club Femenino de Madrid. Elle est cofondatrice, en 1928, de l'Asociación Española de Mujeres Universitarias, toujours avec ses camarades Victoria Kent et Clara Campoamor, et  représente l'Espagne à la Commission consultative des questions sociales et humanitaires à la Société des Nations.
En 1929, elle adhère à la Liga Femenina Española por la Paz (en français : Ligue féminine espagnole pour la Paix, membre de l'International League for Peace and Freedom) avec Clara Campoamor et María Martos.

## République, guerre d'Espagne et exil
Lorsque la République est proclamée en 1931, elle intègre le ministère de la Justice où elle continue son travail dans le champ de l'éducation et de la protection de l'enfance. 
En 1933, elle est l'une des protagonistes des premières élections espagnoles ouvertes au suffrage féminin.
En 1935, elle est nommée déléguée de l'Espagne à la Commission de protection de l'enfance de Genève. En 1939, après la fin de la guerre d'Espagne - durant laquelle elle assiste le secours des enfants des républicains - et l'arrivée au pouvoir des nationalistes, elle rejoint la France pour venir en aide aux réfugiés, à Paris et à Genève. 
En 1940, alors que la France est occupée par les nazis, elle doit s'exiler au Chili. C'est dans ce pays qu'elle fonde, en 1944, une institution éducative pour la petite enfance, l'Escuela Educadora de Párvulos, au sein de l'Université du Chili.
Après une intense œuvre pédagogique consacrée aux enfants et au droit des femmes, considérée comme l'une des premières personnalités féminines à exercer le métier d'avocate en Espagne, Matilde Huici décède en exil à Santiago le 13 avril 1965, à l'âge de 74 ans.

## Postérité
- Un collège porte son nom à Peñalolén, à Santiago, au Chili[17];
- La ville de Pampelune a nommé une rue en sa mémoire[18];
- Les Archives nationales de France conservent sa signature[19].